# Dalophia
Genre
Synonymes
- Tomuropeltis Laurent, 1947

Dalophia est un genre d'amphisbènes de la famille des Amphisbaenidae.

## Répartition
Les espèces de ce genre se rencontrent dans le sud de l'Afrique.

## Description
Les espèces de ce genre sont apodes.

## Liste des espèces
Selon The Reptile Database (25 juil. 2011) :
- Dalophia angolensis Gans, 1976
- Dalophia ellenbergeri (Angel, 1920)
- Dalophia gigantea (Peracca, 1903)
- Dalophia longicauda (Werner, 1915)
- Dalophia luluae (Witte & Laurent, 1942)
- Dalophia pistillum (Boettger, 1895)

## Publication originale
- (en) Gray, 1865 : A revision of the genera and species of amphisbaenians with the descriptions of some new species now in the collection of the British Museum. Proceedings of the Zoological Society of London vol. 1865, p. 442-455 (texte intégral).